# Synagris biplagiatus
Synagris biplagiatus är en stekelart som beskrevs av Gusenleitner 2005. Synagris biplagiatus ingår i släktet Synagris och familjen Eumenidae. Inga underarter finns listade i Catalogue of Life.